# 共産党袴田事件
共産党袴田事件（きょうさんとうはかまだじけん）とは、日本共産党が、除名した党員（袴田里見）に対し、党所有の家屋の明け渡しを求めた訴訟。共産党除名処分事件などとも言う。除名処分という政党の内部審査は司法審査に馴染むかが争点となった。

## 概要
被告となった袴田里見は、戦前から日本共産党の中枢で活動し、1970年（昭和45年）には党副委員長に就任した古参党員であったが、党規律違反（党外からの党攻撃）を理由に、1977年（昭和52年）12月30日の統制委員会で除名処分を受けた。その際、党所有の家屋に居住していたため、党が家屋の明け渡しを求めて提訴。原審が請求を認容したため、被告側が上告。
最高裁判所昭和63年12月20日判決は、「政党が党員に対してした処分が一般市民法秩序と直接の関係を有しない内部的問題にとどまる限り、裁判所の審判権は及ばない」とした上で、手続き的側面を審査し、手続きに違法がないことを確認した上で、被告の上告を棄却した。